# Лаврусиха
Лаврусиха (укр. Лаврусиха) — правый приток реки Тясмин, протекающий по Черкасскому району (Черкасская область, Украина). 

## География
Длина — 4,5 км. Площадь водосборного бассейна — 16,2 км². 
Берёт начало в селе Ребедайловка. Река течёт на юг. Впадает в реку Тясмин в городе Каменка. 
Русло средне-извилистое. На реке созданы пруды. Питание смешанное с преобладающим снеговым. Ледостав длится с начала декабря по середину марта. Пойма с очагами лесных насаждений. 
Притоки (от истока до устья): безымянные ручьи.
Населённые пункты на реке (от истока до устья):
1. Ребедайловка
2. Каменка